# حمدي نوح
حمدي محمد حسين إبراهيم نوح وشهرته حمدي نوح هو لاعب كرة قدم مصري دولي سابق كان يلعب كمهاجم، بدأ مسيرته الرياضية عام 1971 مع نادي أسكو، ساهم مع نادي المقاولون في الفوز ببطولة أفريقيا لأبطال الكؤوس عام 1982 والفوز بالدوري الممتاز المصري عام 1983، كما شارك مع المنتخب المصري لكرة القدم من عام 1978 وحتى 1983، واعتزل اللعب عام 1987.
عمل بعد ذلك كمدرب وتولى تدريب قطاع الناشئين بنادي المقاولون العرب ويعد هو مكتشف اللاعبين البارزين محمد صلاح ومحمد النني، وتولى التدريب في قطاع الناشئين بنادي الجزيرة الإماراتي لمدة 3 سنوات قبل الانتقال للتدريب في نادي العين لمدة 9 سنوات وحقق خلالها 7 بطولات وتدرج في تدريب فرق النادي تحت 13 سن و15 و17 سنة.

## السيرة الذاتية
ولد حمدي محمد حسين إبراهيم نوح عام 1955 بحي قايتباي الجمالية بالقاهرة.

## مرحلة الشباب
عندما كان في سن مبكرة كان يهوى كرة القدم وكان يلعب كرة الشراب وشاهده اللاعب إبراهيم عزيز لاعب الزمالك السابق وأعجب بمستواه واصطحبه لمقابلة مسئولي نادي إسكو ونال إعجابهما من خلال تقسيمة بالكرة وطالبوا منه الانضمام لإسكو فوافق وكان عمره لا يتعدي ال 17 عاماً.

## المسيرة الاحترافية
تم قيده بقائمة فريق 18 سنة ولعب في دوري الدرجة الثالثة ونجح معهم في الصعود للممتاز، واستطاع في موسم 78 في إحراز 14 هدفاً وجاء في المرتبة الثالثة لقائمة هدافي الموسم بعد حسن شحاتة وحسن الشاذلي، وجاء اسكو في المركز الرابع في الدوري.
وفي عام 1978 أنتقل إلى نادي المقاولون العرب بصفقة بلغت 110 آلاف جنية وكانت من أكبر الصفقات في ذلك الوقت، واستطاع معهم تحقيق الدوري الممتاز المصري عام 1981-1982 وبطولة أفريقيا لأبطال الكؤوس عام 1982.
وفي عام 1983 وعقب خلافات مع مدرب المقاولون وقتها مايكل إيفرت أنتقل إلى نادي الإسماعيلي ولعب معهم 6 مواسم أحرز فيهم 30 هدفاً قبل أن يعتزل في عام 1987.

## المنتخبات الوطنية
أنضم لصفوف المنتخب تحت قيادة طه إسماعيل وشارك في دورة الألعاب الأفريقية 1978 وأحرز هدفين في مرمي مالاوي وفاز المنتخب المصري وقتها 4/2 ث ثم شارك تصفيات كأس أمم أفريقيا 1984.

## الجوائز والإنجازات
| النادي أو المنتخب    | البطولة                     | مرات الفوز | الأعوام أو المواسم |
| -------------------- | --------------------------- | ---------- | ------------------ |
| نادي المقاولون العرب | بطولة أفريقيا لأبطال الكؤوس | 1          | 1982               |
| نادي المقاولون العرب | الدوري الممتاز المصري       | 1          | 1981-1982          |

## تكريم
حصل عام 1978 على وسام الجمهورية من الطبقة الثانية في عهد الرئيس أنور السادات، ثم في عام 1982 حصل وسام الرياضة من الطبقة الأولى من الرئيس السابق حسني مبارك عقب حصول المقاولون على بطولة أفريقيا 1982.

## خارج كرة القدم
تولى تدريب قطاع الناشئين في نادي المقاولون العرب ويعتبر هو مكتشف اللاعب المصري البارز محمد صلاح واللاعب محمد النني وأيضاً لاعبين برزوا في الدوري المصري مثل: علي فتحي وشريف علاء وغيرهم.
تولى أيضاً مهمة التدريب في الإمارات حيث قام بتدريب قطاع الناشئين بنادي الجزيرة الإماراتي لمدة 3 سنوات قبل الانتقال للتدريب في نادي العين لمدة 9 سنوات حقق خلالها 7 بطولات وتدرج في تدريب فرق النادي تحت 13 سن و15 و17 سنة.